# Ramiz Alia
Ramiz Alia (18 tháng 10 năm 1925 – 7 tháng 10 năm 2011) là nhà lãnh đạo cộng sản thứ hai và cuối cùng của Albania từ năm 1985 đến 1991 và người đứng đầu nhà nước Albania từ năm 1982 đến năm 1992. Ông đã được chỉ định là người kế nhiệm Enver Hoxha và nắm quyền sau khi Hoxha qua đời. Alia qua đời vào ngày 7 tháng 10 năm 2011 tại Tirana do bệnh phổi, tuổi từ 85.